# Flughafen Orenburg

i7
i11
i13
Der Flughafen Orenburg – Zentralny Ju. A. Gagarin (IATA-Code: REN, ICAO-Code: UWOO) ist der internationale Flughafen der russischen Stadt Orenburg und nach dem ersten Kosmonauten benannt. Der Flughafen liegt 28 km östlich von Orenburg. Bis zu deren vollständigen Eingliederung in die Aeroflot-Tochter Rossija im März 2016 hatte die Fluggesellschaft Orenair ihren Hauptsitz auf dem Flughafen. Heute ist hier noch die Regionalfluggesellschaft Orenburschje beheimatet. Der Flughafen wird durch ein Unternehmen der Oblast Orenburg betrieben.